# 安達哲
安達哲（1968年2月10日—），日本男性漫畫家。出身於東京都。代表作有《櫻花之歌》、《天氣預報大姊姊》、《閃亮雙胞胎》等。

## 人物簡介
學生時期常通勤上畫塾，高校畢業之後仍沒有前往美術專門學校。1986年，以「畢業相簿」入圍講談社《週刊Young Magazine》新人獎，從此正式在漫畫界出道。2003年，《閃亮雙胞胎》榮獲日本新媒體動漫藝術節漫畫部門優秀獎。

## 作品列表
講談社發行。
- 白色禮物（日语：ホワイトアルバム (漫画)）（《週刊少年Magazine》1988年21號－1988年34號，全2冊）
- 閃亮閃亮！（日语：キラキラ!）《！》（《週刊少年Magazine》1989年1·2合併號－1990年25號，全8冊）
- 櫻花之歌（日语：さくらの唄 (漫画)）（《週刊Young Magazine》1991年1·2合併號－1991年41號，全3冊）
- 天氣預報大姊姊（日语：お天気お姉さん (漫画)）（《週刊Young Magazine》1992年17號－1994年29號，全8冊）

1995年發行同名作品的全2部OVA，1997年翻拍成真人電視劇。
- 幸福的飛機雲
- 閃亮雙胞胎（《週刊Young Magazine》1999年29號－不定期連載，後移籍《月刊Young Magazine（日语：月刊ヤングマガジン）》2016年3號連載，已出版5冊。續篇「總天然色 閃亮雙胞胎」，已出版1冊）

2003年入圍第7屆日本新媒體動漫藝術節漫畫部門優秀獎，2009年至2010年播出同名電視動畫（SHIN-EI動畫製作），台灣曾由卡通頻道播出。
集英社發行。
- （原作：金成陽三郎，《Business Jump》2010年2號－2010年11號，全1冊）

### 未刊行作品
- 雀（《近代麻雀Gold》2000年11月號－2001年10月號，竹書房）

## 來源
1. 1 2  漫畫seek・日外Associates共著《漫畫家人名事典》日外Associates，第18頁，2003年2月25日初版發行 ISBN 4-8169-1760-8
2. ↑  . Comic Natalie.   [2016-08-24]. （原始内容存档于2020-04-09） （日语）.